# Johannes Bach
Johann nebo Johannes Bach (26. listopadu 1604 Erfurt – pohřben 13. května 1673 tamtéž) byl německý barokní hudebník a skladatel. Je zakladatelem tzv. Erfurtské linie rodu Bachů.

## Život
Johannes byl nejstarším synem Johanna Hanse Bacha. Jeho sourozenci byli Christoph Bach a Heinrich Bach. Všichni tři bratři byli hudebníky a skladateli.
Sedm let studoval u Johanna Christopha Hoffmanna, městského pištce v Suhlu. Od roku 1634 byl varhaníkem v kostele sv. Jana ve Schweinfurtu a později byl varhaníkem v Suhlu.
V roce 1635 se stal městským hudebníkem a ředitelem městské hudby (Raths-Musikanten) v Erfurtu. O rok později získal také místo varhaníka v kostele Predigerkirche. Oženil se s dcerou svého učitele Hoffmana. Jeho žena však zemřela po porodu mrtvě narozeného syna v roce 1639. Znovu se oženil s dcerou městského radního Hedwigou Lämmerhirtovou. Jejich synové Johannes Christian Bach, Johann Aegidius Bach a Johann Nicolaus Bach pokračovali v hudební tradici rodiny.

## Dílo
Z jeho díla se dochovala pouze dvě moteta: Unser Leben ist ein Schatten a Sei nun wieder zufrieden a jedna árie: Weint nicht um meinen Tod.